# 존 배드비

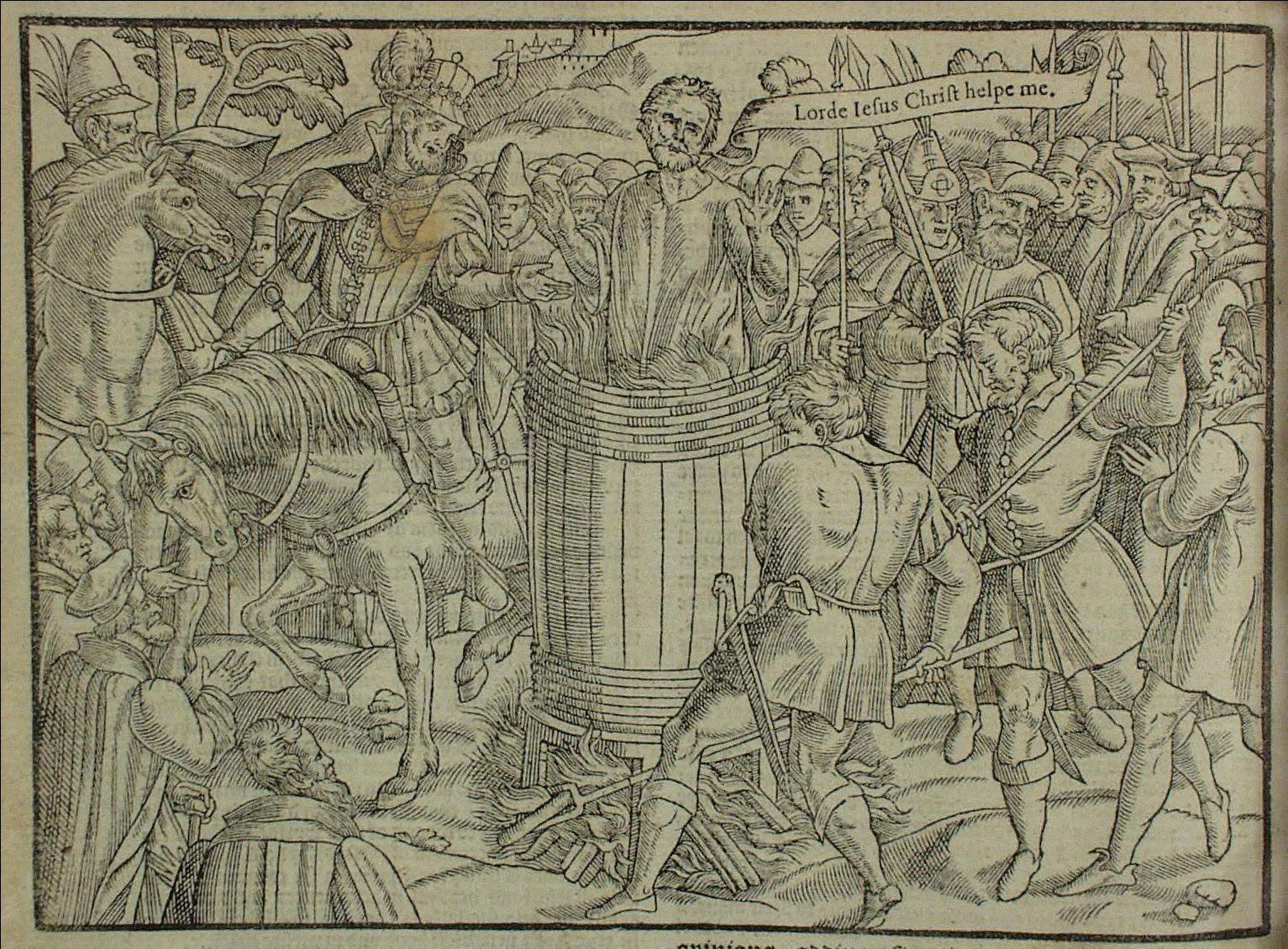
화형당하는 배드비.

존 배드비(John Badby: ? -1410년)는 롤라드파의 초기 순교자다. 잉글랜드 왕국의 웨스트미들랜즈에 살던 재봉사 또는 대장장이였다.
당시 웨일스 친왕 헨리(훗날의 헨리 5세)가 화형을 직접 목도하고 배교하면 살려줄 뿐 아니라 연금도 지급하겠다고 회유했으나 거부하고 타 죽었다.
김성한의 단편소설 「바비도」의 제목이자 주인공인 "바비도"가 이 배드비의 잘못된 표기다.